# آلبرت استورگس
آلبرت استورگس (به انگلیسی: Albert Sturgess) بازیکن فوتبال زادهٔ ۲۱ اکتبر ۱۸۸۲ اهل کشور انگلستان که سابقهٔ بازی در تیم ملی فوتبال انگلستان را در کارنامهٔ خود دارد. وی در تاریخ ۱۱ فوریه ۱۹۱۱ نخستین بازی ملی خود را در مقابل تیم ملی فوتبال ایرلند انجام داد و با حضور در ۲ بازی ملی، در تاریخ ۴ آوریل ۱۹۱۴ واپسین بازی ملی‌اش را در برابر تیم ملی فوتبال اسکاتلند برگزار کرد.